# Flamboyan Baru
Flamboyan Baru is een bestuurslaag in het regentschap Padang van de provincie West-Sumatra, Indonesië. Flamboyan Baru telt 4698 inwoners (volkstelling 2010).